# 차풍길 간첩사건

## 사건개요 및 공소장에 기재된 주요 일정
전남 장성에서 농업에 종사하던 중 아버지의 초청으로 일본을 방문한 차풍길은 두 번째 방문인 1976. 6월 일본인이 운영하는 폐기물처리업체인 향부흥업에 2차례 취업하여 근무하였다. 안기부는 1982. 8. 7. 차풍길(당시 38세)을 연행하여 조사하면서 향부흥업의 사장인 가가와 후미오의 지원 하에 1976. 8. 중순경 회사 운전원으로 위장 취업한 조총련 동경본부 대남공작 지도원 요시무라와 접촉하였고, 요시무라로부터 지령을 받아 국가기밀을 탐지 수집하고 이들과 회합하였으며 조총련을 찬양 고무 동조하였다는 혐의로 차풍길을 서울지검에 송치하였다. 1983. 3.31. 서울지법은 차풍길에게 징역 10년을 선고하였고 서울고법과 대법원은 각각 상소를 기각하였다.
1975. 5. 9. 1차 도일하여 11. 5. 귀국
1976. 6.15. 2차 도일
1976. 6.18. 향부흥업에 취업(사장 가가와 후미오), 요시무라와 처음 접촉
1976. 9월에서 11월. 요시무라와 작업도중 그리고 도쿄 교외 유원지 및 빠징고 등에서 접촉하면서 북괴의 선전화보인 ‘조선화보’ 1권과 ‘남조선 혁명과 조국통일에 관한 위대한 수령 김일성 동지의 교시’ 등의 책자를 교부받고, 만경봉호의 원거리 관람을 안내 받는 등 북괴의 상투적 허위 선전을 듣고 포섭됨
1976. 12월 요시무라로부터 지령을 받은 후 귀국하여 국내 잠입
1978. 1월에서 3월. 고향친구인 김정신과 박석종의 집에서 각각 발견한 한국일보와 경향신문 기사 중 ‘1978년도의 경제지표’, ‘팀스피리트 78’, ‘대졸초임 17만원’이란 기사의 내용을 발췌하고 의견을 붙여 편지지에 옮겨 적는 등 군사기밀을 탐지, 수집
1978. 9.23. 3차 도일시 10월 초순 향부흥업에서 위 신문기사 발췌기록을 요시무라에게 인계 보고
1979. 3.중순 요시무라로부터 대남적화통일의 과업을 합심하여 추진하기로 약속한 징표로 제공한 일제 은색 가스라이터, 세탁비누, 수건 각각 1개를 받은 후, 민심 동향을 탐지 수집하라는 지령을 받고 3.28. 귀국
1979. 4. 1. 고향 친구들 친목 모임인 자양회에 참석하여 회원 20여명이 모인 가운데 조총련 활동을 찬양
1979. 6.24부터 1981.11월경까지 동두천에서 엠파이어 양복점을 경영하면서 양복점에 출입하는 주한 미2사단 미군 등으로부터 사단의 규모, 동향 등과 신문기사 ‘YH 여자 근로자 농성’, ‘사북탄광 광부 3,500여명 집단난동’  등을 탐지 수집
1982. 7. 3. 위에 수집한 정보를 보고하고 요시무라 및 가가와 등과 회합할 목적으로 조총련 맹원인 차삼열의 신원보증 하에 차판열이 초청하여 외무부에서 일반여권과 입국사증을 발급받아 도일 절차 및 회합 준비를 하여 반국가단체 구성원과 회합예비를 함

## 관련인물

### 요시무라
안기부는 차풍길이 1976. 6월 2차 도일하여 향부흥업에서 만난 운전원 요시무라를 ‘조총련 동경본부 정치부 지도원 이재혁’이라고 주장하며, 차풍길이 요시무라에게 포섭되어 간첩지령을 받고 귀국한 이래로 간첩행위를 했다고 결론지었다.
이에 대하여 차풍길은 1976. 9월 중순경 요시무라와 인사한 후 도쿄 교외 유원지 등을 놀러간 사실은 있으나, 그가 남한의 장기집권에 대해 비방하여 ‘조총련이 아닌가’ 생각했을 뿐 그에 동조한 바 없을 뿐만 아니라 요시무라와 가가와의 신분에 대해서는 알고 있었던 것이 없다고 일관되게 주장하고 있다.
안기부는 ‘요시무라와 가가와의 신원성분’과 ‘요시무라와 이재혁의 동일인 여부’를 증명하기 위해 당시 주일 대사관에 근무하는 안기부 직원이 작성한 ‘영사증명’과 차풍길의 진술만을 제시했다.
차풍길 사건의 시작은 1981. 7.28. 일본에서 근무하던 안기부 직원이 첩망 ‘조총련 동경본부 오오따지부 정치부장(신뢰성 양호)’으로부터 관련 첩보를 처음 입수하였고 이것이 국내 수사부서로 이첩되면서 내사가 시작된다.
차풍길 사건의 시작은 1981. 7.28. 일본에서 근무하던 안기부 직원이 첩망 ‘조총련 동경본부 오오따지부 정치부장(신뢰성 양호)’으로부터 관련 첩보를 처음 입수하였고 이것이 국내 수사부서로 이첩되면서 내사가 시작된다.
첩보의 내용은 1976. 3월에서 6월경 차풍길이 민단계 재일 부(父) 차판열의 초청으로 2차 도일시 향부흥업에 취업중, 조총련 동경도 본부 이모 정치지도원(전 조총련 체육협회장 이호연의 자)이 차풍길을 포섭하기 위해 향부흥업에 위장 침투하여 3개월간에 걸쳐 포섭활동을 전개하였고 1976.6월 말경 차풍길 귀국 후 제보자가 이지도원에게 포섭여부를 문의한 바 귀국시 약 70% 포섭되었다고 언동했다는 첩보였다.
그러나 1976. 3월부터 6월 사이에는 차풍길이 국내에 있었기에 안기부는 첩보의 신뢰성으로 판단할 때 차풍길이 이모 지도원에게 포섭된 시기는 1차 도일 시기인 1975. 5. 9.에서 11. 5.까지이거나 또는 2차 도일 시기인 1976. 6.15.에서 12.12.까지 사이일 것이며 1978. 9.29부터 1979. 3.28까지 일본에 머문 사실이 있어 포섭된 이후의 연계활동이 있을 것으로 판단하였다.
그러나 1976. 3월부터 6월 사이에는 차풍길이 국내에 있었기에 안기부는 첩보의 신뢰성으로 판단할 때 차풍길이 이모 지도원에게 포섭된 시기는 1차 도일 시기인 1975. 5. 9.에서 11. 5.까지이거나 또는 2차 도일 시기인 1976. 6.15.에서 12.12.까지 사이일 것이며 1978. 9.29부터 1979. 3.28까지 일본에 머문 사실이 있어 포섭된 이후의 연계활동이 있을 것으로 판단하였다.
안기부는 요시무라가 차풍길에게 ‘북괴의 우월성’을 선전하고 교양함으로 포섭하고 남한의 제반 정보를 수집, 보고할 것을 지시한 인물로 보았으며, 이재혁은 조총련 체육연합회장의 장남으로 조총련 동경본부 정치부 지도원이자 조선청년동맹 오오따지부 위원장이라고 확인하였기에 요시무라를 이재혁과 동일인물이라고 단정한 것이다.
한편 안기부는 요시무라를 이재혁과 동일인물이라고 확신한 후 이재혁의 사진을 차풍길에게 보여주며 동일인 여부를 신문하였고 재판정에서 차풍길은 동일인임을 진술하였다. 그러나 상고이유서에서는 ‘사진에 대해서는 기억이 나지 않는다고 하자 오래돼서 그럴 것이라며 법정에서 부인하면 다시 안기부에 연행하겠다고 협박했고 법정에서 수사관이 주시하고 있어 공포증에 걸려 요시무라라고 말했으나 사실이 아니며, 요시무라가 이재혁이라는 것이 어디에 근거한 것인지 의문이다’라고 주장했다.
한편 안기부는 요시무라를 이재혁과 동일인물이라고 확신한 후 이재혁의 사진을 차풍길에게 보여주며 동일인 여부를 신문하였고 재판정에서 차풍길은 동일인임을 진술하였다. 그러나 상고이유서에서는 ‘사진에 대해서는 기억이 나지 않는다고 하자 오래돼서 그럴 것이라며 법정에서 부인하면 다시 안기부에 연행하겠다고 협박했고 법정에서 수사관이 주시하고 있어 공포증에 걸려 요시무라라고 말했으나 사실이 아니며, 요시무라가 이재혁이라는 것이 어디에 근거한 것인지 의문이다’라고 주장했다.
그런데 당시 안기부 파견관은 ‘아베상무, 가가와의 딸(경리사원), 데루이 등에 확인한 바, 요시무라는 향부흥업에 재직사실 없어 신원 확인되지 않는다’고 보고했다.
이와 관련하여 진실과화해를위한과거사정리위원회에서는 국정원에 요시무라에 대한 신상자료를 요구하였으나 아무런 기록을 보유하고 있지 않다고 회신하였다며 요시무라가 조총련 대남공작원이라는 점을 인정할 아무런 자료가 없다고 하였다.

### 가가와 후미오
향부흥업의 사장인 가가와 후미오에 대하여 안기부는 ‘제주출신 조총련 열성 맹원’이며 따라서 차풍길에게 향응을 제공하고 요시무라를 소개해 줬을 뿐만 아니라 요시무라에게 향부흥업을 흑색거정으로 제공하여 차풍길과의 연락거점으로 활용하도록 하는 등 요시무라가 차풍길을 포섭하는데 직간접적으로 도움을 준 인물이라는 것이다.
이에 대하여 차풍길은 향부흥업 모든 직원이 회식하던 중에 가가와가 자신에게 잘 해 주었던 사실에 대해 말을 했더니, 안기부 수사관이 ‘일본 사람들은 돈을 무척 아끼는데 그렇게 한 것을 보니 아마 조총련인가’라며 ‘진술서에 일본인을 조총련으로 몰아 작성케 했다’면서 가가와가 조총련이라는 것을 알지 못했다고 주장했다.
이에 대하여 차풍길은 향부흥업 모든 직원이 회식하던 중에 가가와가 자신에게 잘 해 주었던 사실에 대해 말을 했더니, 안기부 수사관이 ‘일본 사람들은 돈을 무척 아끼는데 그렇게 한 것을 보니 아마 조총련인가’라며 ‘진술서에 일본인을 조총련으로 몰아 작성케 했다’면서 가가와가 조총련이라는 것을 알지 못했다고 주장했다.
당시 안기부는 1982. 8. 9. 파견관에게 가가와의 인적사항과 조총련 여부 등을 확인해 보고하라는 지시를 하였고 이에 대해 1982. 8.17. ‘일본 공안당국에 확인한 바, 일본인으로 공부상 특이사항 미발견’이라고 보고 받은 후, 다시 ‘가가와에 대해 재차 공안당국에 확인하였으나 1978. 5.11. 취적 확인 소송에 의하여 일본인으로 취적된 자로 취적경위 및 자료상 일체 하자 없었고 동인이 한국인이었다는 자료는 전연 발견되지 않는다’고 보고 받았다. 이에 안기부는 가가와의 주변 인물들에게 사실 확인을 하였으나 ‘사장은 순수한 일본사람이다....어디서 사장이 한국 사람이라는 이야기가 나왔는지 모르겠다. 당시 종업원중 외국인은 차판열 부자뿐이었다’는 진술을 받았다. 가가와 사장에게 직접 본적지 등을 문의하자 가가와는 ‘나는 순수한 일본사람이다. 믿지 못하겠다면 대사관에 가서 이야기하겠다’는 등 항의 의사를 표시했다고 보고했다.

## 요시무라의 차풍길 포섭여부
안기부는 차풍길이 요시무라에게 포섭되어 간첩활동을 했다는 증거로 도일시 차풍길이 입었던 양복, 요시무라가 찍어 주었다는 차풍길의 개인 인물사진, 요시무라가 주었다는 가스라이터 등의 물증과 이재혁 및 가가와의 신원사항에 대한 영사증명, 차풍길의 진술 등을 제시했다.

안기부에 의하면 차풍길은 1976년 요시무라에게 포섭되었고 귀국 직전인 1976년 12월 초순 가마다 지역 “도로변”에서 요시무라로부터 ‘남한제반정세’를 수집하여 향부흥업을 통해 보고하라는 지령을 받고 “잠입”했다. 그 후 1978. 9.29. 3차로 도일하여 동년 10월에 향부흥업에서 요시무라를 접촉하고 국내에서 탐지, 수집한 내용을 전달했으며, 귀국 직전인 1979. 3월에 요시무라로부터 ‘민심동향’ 등을 탐지, 수집할 것을 지시받은 후 약속의 징표로 ‘일제 은색 가스라이터’와 세탁비누 1개 그리고 수건 1개를 받고 또 잠입하였다고 한다.
이에 대하여 차풍길은 요시무라로부터 간첩지령을 받았다는 것은 안기부 수사관들의 고문 및 가혹행위에 못 이겨 허위 진술한 것이라며 구타와 협박을 가했음을 일관되게 주장하고 있다.
차풍길의 주장에 따르면 요시무라와 접촉한 것은 요시무라가 향부흥업에 입사한 1976. 9 중순경부터 퇴직한 동년 10월 사이에 10회 정도이며 이 중 도쿄 유원지와 가마다역 빠징고를 함께 간 것 그리고 10월 초순경 보트장에 놀러간 것이 전부라고 하였다. 이 중 빠징고에 갔을 때 요시무라의 소개로 김 씨의 남자를 만났는데, 이 때 ‘남한의 장기집권에 대해 비방하는 말’을 듣고 ‘조총련이 아닌가’하는 생각을 했고, 그 일이 있은 얼마 후 요시무라는 출근하지 않았다. 그리고 또 얼마 후 집으로 찾아와 빠징고에 가자고 하여 거절한 후로는 요시무라를 본 적이 없다고 했다.
차풍길의 주장에 따르면 요시무라와 접촉한 것은 요시무라가 향부흥업에 입사한 1976. 9 중순경부터 퇴직한 동년 10월 사이에 10회 정도이며 이 중 도쿄 유원지와 가마다역 빠징고를 함께 간 것 그리고 10월 초순경 보트장에 놀러간 것이 전부라고 하였다. 이 중 빠징고에 갔을 때 요시무라의 소개로 김 씨의 남자를 만났는데, 이 때 ‘남한의 장기집권에 대해 비방하는 말’을 듣고 ‘조총련이 아닌가’하는 생각을 했고, 그 일이 있은 얼마 후 요시무라는 출근하지 않았다. 그리고 또 얼마 후 집으로 찾아와 빠징고에 가자고 하여 거절한 후로는 요시무라를 본 적이 없다고 했다.
요시무라가 보여주었다는 책자와 관련해서는 안기부직원이 화보 10여권을 가져와서 요시무라가 보여 준 것이 무엇이냐고 물어서 구경조차하지 못했다고 하자, 두 권을 골라 그림을 보고 그리게 했고, ‘김일성 교시’라는 책을 가지고 와서는 내용을 보여 주며 ‘잔소리 말고 보고 적어라’고 했다고 주장했다.
차풍길이 요시무라로부터 받았다는 수건과 비누는 ‘매형 서막동이 쇠장사를 했기 때문에 공장에서 가끔 가져 온 수건을 준 것’이라고 했고, 라이터는 작업반장이던 데루이와 1978.11경 오모리소재 라이터 공장에 폐기물을 수거하러 갔다가 그 회사 직원으로부터 받은 것이라고 주장했다.
이에 비하여 안기부가 주장하는 차풍길의 간첩혐의에 대한 입증은 빈약하기 이를 데 없다. 포섭한 간첩과의 비밀엄수는 매우 중요한 사항임에도 연락방법이 단지 ‘향부흥업에 취업하면 자연스럽게 연락 된다’고 하고 ‘다음 연락 또는 접촉 일시를 정하지 않은 것’은 일반적인 간첩공작에서는 보기 드문 경우이다. 또한, ‘조선노동당 가입’과 관련된 언급이 전혀 없고, 공작금을 제공받은 사실도 없을뿐더러, 심지어 첫 ‘지령’을 ‘도로변’에서 했다는 것도 마찬가지이다.
이에 비하여 안기부가 주장하는 차풍길의 간첩혐의에 대한 입증은 빈약하기 이를 데 없다. 포섭한 간첩과의 비밀엄수는 매우 중요한 사항임에도 연락방법이 단지 ‘향부흥업에 취업하면 자연스럽게 연락 된다’고 하고 ‘다음 연락 또는 접촉 일시를 정하지 않은 것’은 일반적인 간첩공작에서는 보기 드문 경우이다. 또한, ‘조선노동당 가입’과 관련된 언급이 전혀 없고, 공작금을 제공받은 사실도 없을뿐더러, 심지어 첫 ‘지령’을 ‘도로변’에서 했다는 것도 마찬가지이다.
안기부는 요시무라가 ‘조총련 동경본부 정치부 지도원 이재혁’이라고 주장하고 이를 입증하기 위하여 재판과정에 차풍길에게 이재혁의 사진을 보여주고 요시무라가 맞는지 확인하였다. 그러나 두 인물이 동일인이라는 입증방법은 차풍길의 진술 이외에는 없으며 더 나아가 요시무라가 실존하는 인물인지에 대한 입증도 이루어지지 않았다. 오히려 안기부 본부의 네 차례에 걸친 지시에 대해 파견관은 ‘아베 상무, 가가와의 딸(경리사원), 데루이 등에 확인한 바, 요시무라는 향부흥업에 재직사실 없어 신원이 확인되지 않는다’고 보고하였고 1976년경 동 회사에 근무한 외국인은 차판열 부자뿐이었다는 사실을 보고하면서 ‘가가와 사장 주변인물 및 민단 협조자 등을 통해 요시무라에 대한 신원사항을 내탐하였으나 지실자 전무’하다고 하였다.
이러한 사실관계 확인에도 불구하고 안기부는 받아 볼 영사증명 내용과 동일한 첨부확인서를 파견관에게 송부한 후 “첨부확인서(견본) 내용과 같이 영사증명을 작성 송부”할 것을 지시함으로써 당시에 확인된 내용과 반대되는 내용의 영사증명서가 작성되었고 이것이 재판에 제출되어 차풍길에게 불리한 증거로 사용되었다.
이러한 사실관계 확인에도 불구하고 안기부는 받아 볼 영사증명 내용과 동일한 첨부확인서를 파견관에게 송부한 후 “첨부확인서(견본) 내용과 같이 영사증명을 작성 송부”할 것을 지시함으로써 당시에 확인된 내용과 반대되는 내용의 영사증명서가 작성되었고 이것이 재판에 제출되어 차풍길에게 불리한 증거로 사용되었다.
또 다른 증거물인 라이터, 수건, 비누 등도 이런 것들이 어떻게 간첩이라는 혐의를 입증할 증거가 되는지는 별론으로 하고 물건을 준 사람이 요시무라가 아니라 각각 라이터 공장 직원과 차기순으로부터 받은 것으로 확인되었다. 라이터 공장에서 차풍길과 함께 라이터를 받은 동료직원 데루이는 차풍길의 변호인을 통해 라이터와 만년필을 폐기물 처리작업을 하던 공장에서 받았다는 내용의 공증 받은 진술서를 법정에 제출하였다.
비누와 수건은 누이인 차기순이 남편 서막동의 철강대리점에 선물로 들어온 것을 차풍길에게 주었음을 진술하였다. 당시 차풍길의 변호인은 차기순을 재판에 출석시키고자 하였으나 안기부는 파견관에게 차기순의 입국을 저지시킬 것을 지시하였으며 이에 증인들은 ‘사정에 의해 출석하지 못한다’는 연락을 변호인에게 제출하기도 하였다.

## 차풍길의 간첩행위 여부
차풍길의 간첩행위는 크게 두 가지로 나눌 수 있다. 첫 번째는 조총련에 대한 찬양이고 두 번째는 남한의 정보수집활동이다.

1979. 4월 차풍길은 고향 친구들 모임인 자양회에 참석하여 친구들의 질문에 대한 대답으로 ‘조총련을 찬양하는 취지’ 또는 ‘조총련은 나쁘지 않다’는 취지의 발언을 하였다는 혐의이다. 그러나 당시 모임에 참석한 친구들은 국정원 과거사건 진실규명을 통한 발전위원회와의 면담과정에서 모임에서 행한 차풍길의 발언에 대해 기억하지 못했으며 다만 안기부 조사과정에서 차풍길의 진술서를 보여주며 차풍길의 말을 들었느냐는 질문에 대해 ‘차풍길이 그렇게 말했으면 그럴 것이다’라고 진술하였다고 말하고 있다. 또한 차풍길에게 ‘조총련이 TV 드라마에 나오는 것처럼 무섭고 나쁘냐’고 질문한 오○○은 당시 모임에 여러 명의 공직자와 대공, 정보 경찰관이 참석하고 있던 사실을 말하면서, 자신의 질문에 차풍길이 대수롭지 않게 대답했고 문제될 만한 내용은 아니었다고 말하였다.

국가기밀을 탐지하였다는 안기부의 주장도 신문기사를 수집하여 요시무라에게 보고하였다는 혐의다. 그러나 당시 일본에서도 조총련 산하 조선대학과 일본의 주요 도서관들에 한국 신문들이 비치되었다는 사실을 감암할 때 차풍길의 보고가 없었어도 언제나 받아볼 수 있는 내용이었을 뿐 아니라 신문내용도 안기부에서 수사관이 신문을 복사해 와서 외우라고 했다고 차풍길은 주장하였고 미군관련 내용은 ‘주변에 살면 알 수 있는 내용’으로 ‘약도는 조사해 와서 보고 그린 것이고, 훈련 상황은 파견된 정보과 직원으로부터 알았다며 외우라고 한 것’이라고 주장했다.
안기부는 차풍길이 1979. 6.24부터 동두천으로 이사한 목적이 ‘주한미군관련 정보를 탐지, 수집’하기 위한 것이라고 주장하지만 차풍길의 동서였던 이학용으로부터 동두천의 양복점을 인수할 것을 제안 받으면서 기술을 제공했다는 차풍길과 이학용의 구체적이고 일치된 주장에 대해서는 이를 반증할 증거 또는 진술이 없다.

결국 안기부의 주장을 인정한다 하더라도 요시무라가 보고받은 시점으로부터 ‘7개월 내지 10개월 이전의 신문기사’가 국가기밀의 가치가 있는 것인가 하는 점은 논외로 한다고 하더라도, 안기부의 수사결과처럼 1976.12부터 1978.9까지 사이에 그것도 3건의 신문기사만을 굳이 발췌까지 하면서 옮겨 적어 보고했다는 것은 일반인의 시각으로도 이해하기 어려운 점이 있다.

## 안기부의 불법수사
차풍길의 주장에 의하면 차풍길은 1982. 8. 7. 연행되어 1982.10.12.까지 66일 동안 불법 구금된 상태에서 고문수사를 받았고 그 중 어느 날 ‘높은 분을 만나러 간다’며 3~4시간 정도  ○○호텔에 간 적이 있다고 일관되게 주장해왔다. 이에 대하여 안기부는 1982. 8. 7. 차풍길을 안기부의 안가 ○○호텔에 임의동행 하여 ‘역용공작여건을 문초’하고자 조사에 착수했으나, 역용가치가 없다고 판단하여 1982. 9.27. 위 장소에서 안기부로 임의동행 했다고 기록하였다. 즉, 안기부는 차풍길의 연행 당시부터 호텔에 수용하였기에 불법구금은 아니었다고 항변하나 이것이 66일간의 불법구금을 합법화시킬 수는 없을 것이다.

차풍길은 안기부 조사실에 있던 66일 동안 안기부 수사관이 제시해 주는 내용들을 외우고 쓰라고 하여 수회의 자술서 등을 썼다고 주장했는데 검찰의 1차 조사에서 범행사실을 부인하자 구치소에 안기부 수사관이 찾아와 구타와 협박으로 자백을 강요하여 검찰의 2차 조사부터는 안기부 조사내용을 인정하게 되었다고 주장했다. 이에 대하여는 차풍길의 항소, 상고 이유서에 매우 상세히 설명하고 있으며 진실위 면담에서도 이와 일치된 진술을 했다.

안기부에 연행되자마자 7~8명의 수사관으로부터 무자비하게 구타를 당해 정신을 잃었으며, 벗은 상태로 나일론 줄로 몸과 손을 묶어 놓고 계속해서 물을 먹이는 등 수사관의 질문에 부인하면 모진 매질이 가해졌다는 것이다. 이로 인해 소변에서 피가 섞여 나오고 걸음도 제대로 걷지 못할 지경에 이르러서는 ‘허위진술을 해서라도 살아 나가서 법에 호소해야겠다는 생각이 들었다’고 기재하는 등 차풍길의 진술은 구체적이고 일관된다.
차풍길에 대한 불법행위는 공소제기 이후에도 계속된다. 당시 차풍길의 변호인은 1심 재판에 이르도록 변호인 접견 및 가족면회를 하지 못하다가 1심 재판 진행 중에 처음 만났으며, 이로 인해 변론준비가 어려웠다고 주장해 왔다.
이 뿐만 아니라 안기부는 일본의 파견관에게 ‘간첩 차풍길 연고자 차기순 입국저지 지시’라는 제목의 전문을 보냈다. 당시 차풍길은 자신에게 ‘수건과 비누를 준 것은 요시무라가 아니라 차기순’이라고 주장하고 있었는데 변호인 측에서 차기순을 증인으로 신청하였던 것이다. 이러한 일이 있은 후 증인들이 ‘사정이 있다’며 출석하지 않았고 변호인은 변론기일변경을 신청하였다.
이 뿐만 아니라 안기부는 일본의 파견관에게 ‘간첩 차풍길 연고자 차기순 입국저지 지시’라는 제목의 전문을 보냈다. 당시 차풍길은 자신에게 ‘수건과 비누를 준 것은 요시무라가 아니라 차기순’이라고 주장하고 있었는데 변호인 측에서 차기순을 증인으로 신청하였던 것이다. 이러한 일이 있은 후 증인들이 ‘사정이 있다’며 출석하지 않았고 변호인은 변론기일변경을 신청하였다.
이러한 강압적인 수사와 불법적인 고문 등의 자행, 재판과정에 대한 부당한 개입, 증거의 조작 등에도 불구하고 차풍길에게는 징역 10년형이 선고되었고 항소 및 상고가 기각되어 형은 그대로 확정되었다.

## 재심 및 손해배상
2007. 6. 19. 진실화해를 위한 과거사정리위원회는 차풍길 간첩조작의혹사건에 대하여 진실규명을 결정한다.
66일 동안 불법구금 상태에서 조사를 받은 사실이 인정되었고, 일관되게 폭행 및 물고문 등에 대해 진술하고 있으며, 1심 재판이 시작할 때까지 가족은 물론 변호인의 접견도 금지된 상태에 있었고 최초 자술서에서 수년전에 발생한 범죄사실에 대해 100쪽에 이르는 방대한 분량으로 순차적으로 일목요연하게 기술하고 있는 등 가혹행위가 행해졌을 것이라는 높은 개연성이 인정되었다.
66일 동안 불법구금 상태에서 조사를 받은 사실이 인정되었고, 일관되게 폭행 및 물고문 등에 대해 진술하고 있으며, 1심 재판이 시작할 때까지 가족은 물론 변호인의 접견도 금지된 상태에 있었고 최초 자술서에서 수년전에 발생한 범죄사실에 대해 100쪽에 이르는 방대한 분량으로 순차적으로 일목요연하게 기술하고 있는 등 가혹행위가 행해졌을 것이라는 높은 개연성이 인정되었다.
요시무라가 차풍길사건의 중심이지만 국정원에 요시무라에 대한 신상자료를 요구하였음에도 아무런 기록을 보유하고 있지 않다고 회신한 바, 요시무라가 조총련 대남공작원이라는 점을 인정할 아무런 자료가 없다고 진실화해를 위한 과거사정리위원회는 보고하였다.
검찰의 조서는 수사관이 안기부에서 진술한 대로 검찰에서 진술하라고 협박하였을 뿐만 아니라 수사관이 입회한 상태에서 작성된 것이므로 그 자백에 임의성이 인정되지 않는다. 따라서 이들 조서는 증거로 사용될 수 없다. 조총련 찬양고무에 대하여는 참고인의 진술도 안기부 수사관들의 강압 내지 기망(欺罔)에 의한 것으로써 임의성이 인정되기 어렵다.
이러한 이유 등으로 진실화해를 위한 과거사정리위원회는 위법한 확정판결에 대하여 피해자의 피해와 명예를 회복시키기 위해 재심 등 상응하는 조치를 취할 필요가 있음을 권고한다.
```
2008. 7.31. 서울중앙지법 형사합의 21부는 차풍길이 신청한 재심결과 "차 씨가 반국가 단체의 지령으로 국내에 잠입했다는 등의 공소 사실을 인정하기에는 증거가 부족하고, 국내 신문을 구독한 사실 만으로 국가 기밀을 탐지했다고 볼 수는 없다"고 판시하며 무죄를 선고한다.
[
26
]
차풍길은 1990년 2월 가석방될 때까지 7년 6개월 동안 수감생활을 하였는데 "불법 구금 및 수감생활을 한 8년의 공백으로 자식들과도 관계가 소원해지고 부모님도 전 재산을 팔아 구명운동을 하다 화병으로 돌아가셨다"며 재심 후 씁쓸한 감회를 밝혔다.
```

```
2008. 10. 9. 서울중앙지법 형사합의31부(허만 수석부장판사)는 간첩 혐의로 7년여 간 수감됐던 차 씨가 국가를 상대로 낸 형사보상 청구를 받아들여 "국가는 차 씨에게 4억1천여만 원을 지급하라"고 결정했다.
[
27
]
```

```
2008. 10월의 형사보상청구에 이어 차풍길과 가족들은 2008.11월 국가를 상대로 손해배상금 34억 원을 청구한다. 이 소송에서 재판부는 국가와 차풍길에게 화해를 권고하였고 이를 원고와 피고가 받아들임에 따라 화해가 결정되었다. 국가는 화해권고결정에 따라 차 씨에게 5억 원, 차 씨의 부인에게 2억5000만원, 차 씨의 자녀 5명에게 각 5000만 원 등 총 10억 원을 배상하였다.
[
28
]
```

```
차풍길 사건과 관련하여 성○○외 2명이 1983. 3.17. 국가로부터 보국포장, 국무총리표창, 대통령표창 등을 각각 받았으나 2018. 7.10. 열린 국무회의에서 상훈법에 의한 거짓공적을 이유로 서훈이 취소되었다.
[
29
]
```